# Gnophos sicula
Gnophos sicula är en fjärilsart som beskrevs av Eugen Wehrli 1931. Gnophos sicula ingår i släktet Gnophos och familjen mätare. Inga underarter finns listade i Catalogue of Life.